# علیرضا نجاتی
علیرضا نجاتی (زادهٔ ۲۱ آبان ۱۳۷۷ در قم)، کشتی‌گیر فرنگی‌کار ایرانی است. وی دارنده مدال برنز قهرمانی جهان ۲۰۱۹ در نور سلطان و برنز قهرمانی کشتی زیر ۲۳ سال جهان در بلگراد ۲۰۲۱ است. وی در المپیک تابستانی ۲۰۲۰ توکیو رقابت کرد.

## المپیک ۲۰۲۰
وی در مسابقات قهرمانی کشتی جهان ۲۰۱۹ در وزن ۶۰ کیلوگرم به مدال برنز دست یافت. ضمن اینکه با صعود به نیمه‌نهایی موفق به کسب سهمیه المپیک تابستانی ۲۰۲۰ شد. نجاتی در وزن ۶۰ کیلوگرم المپیک ۲۰۲۰ توکیو موفق به صعود به مرحله یک چهارم نهایی نشد.

## فعالیت حرفه‌ای

### نوجوانان جهان
مدال برنز ۲۰۱۴ ترناوا؛
در وزن ۴۲ کیلوگرم علیرضا نجاتی پس از برد ۷ بر ۱ مقابل حریف ایتالیایی در دور دوم با نتیجه ۷ بر صفر مبارزه را به کمال کرم از ترکیه واگذار کرد. با توجه به راه‌یابی این کشتی‌گیر ترک به فینال، نجاتی در گروه شانس مجدد مقابل زائور نوتیف از آذربایجان ۷ بر ۲ پیروز شد و به مسابقه رده‌بندی رفت و موفق به شکست ملکیان از ارمنستان شد و به مدال برنز دست یافت.

### نوجوانان آسیا
مدال برنز ۲۰۱۶ مانیل؛
در وزن ۵۰ کیلوگرم این مسابقات، نجاتی در گام نخست حریفی از کشور اردن را با شکست مواجه کرد. در دور دوم برابر کشتی‌گیر ازبکستان مغلوب شد که با صعود کشتی‌گیر ازبکستانی به دیدار نهایی، در شانس مجدد برابر حریفی از هند به برتری رسید و سوم شد.

### جوانان آسیا
مدال نقره ۲۰۱۸ دهلی نو؛
در وزن ۶۰ کیلوگرم این مسابقات، نجاتی در دور نخست مقابل «مازیتوف» از تاجیکستان به برتری رسید (حریف حاضر نشد) و در دور دوم «کانزار بیک» از قرقیزستان را با نتیجه ۹ بر صفر شکست داد. نجاتی در مرحله نیمه نهایی نیز «تیرکاشف» از ازبکستان را مغلوب کرد و به دیدار فینال راه یافت. در دیدار پایانی مقابل گالیم کابدوناساروف از قزاقستان به روی تشک رفت که با واگذاری این مسابقه با نتیجه ۱۰ بر ۲ به مدال نقره دست یافت.

### جوانان جهان
مدال برنز ۲۰۱۸ ترناوا؛
در وزن ۶۰ کیلوگرم این رقابت‌ها نجاتی پس از استراحت در دور اول، در دور دوم به مصاف ایلیف از بلغارستان رفت و با نتیجه ۱۰ بر صفر به پیروزی رسید. وی در دیدار بعدی به مصاف آندره گینس از آلمان رفت و با نتیجه ۹ بر صفر پیروز شد و به نیمه نهایی راه یافت. او در نیمه نهایی به مصاف حریفی از هند رفت و در حالی که در وقت اول ۴ بر صفر از حریف پیش بود در یک غافلگیری به پل رفت و با ضربه فنی نتیجه را واگذار کرد. علیرضا نجاتی در دیدار رده‌بندی به مصاف کروچکین از اوکراین رفت و با پیروزی ۹ بر صفر به مدال برنز رسید.

### قهرمانی کشتی جهان ۲۰۱۹
در وزن ۶۰ کیلوگرم این رقابت‌ها ابتدا در دور نخست با نتیجه ۹ بر صفر سیداله تاژایف از ترکمنستان را مغلوب کرد. وی در دور بعد مقابل هایتم محمود از مصر با نتیجه ۳ بر یک به پیروزی رسید و پس از آن با نتیجه ۷ بر صفر از سد کیم سئونگ هاک از کره جنوبی گذشت و راهی مرحله یک چهارم نهایی شد. در این مرحله نیز مقابل ایوو آنگلوف، قهرمان جهان از بلغارستان با نتیجه ۳ بر یک به برتری دست یافت و ضمن کسب سهمیه المپیک ۲۰۲۰ توکیو به مرحله نیمه نهایی راه یافت. او در دیدار نیمه‌نهایی با نتیجه ۱۰ بر یک مقابل کنیچیرو فومیتا قهرمان جهان از کشور ژاپن مغلوب شد و به دیدار رده‌بندی رسید. در این دیدار نجاتی با نتیجه ۷ بر ۵ مقابل المورات تاسمورادوف، دارنده مدال برنز المپیک و نقره و برنز جهان از ازبکستان به برتری رسید و صاحب نشان برنز شد.

### جام بین‌المللی اوکراین ۲۰۲۰
نجاتی در گام نخست ۹ بر ۰ دمیترو تسیمبالیوک از اوکراین را مغلوب کرد. سپس در ۱/۴ نهایی گئورگ غریبیان را ۵ بر ۱ شکست داد و به نیمه نهایی رفت؛ او در نیمه نهایی این مسابقات الهام بهرام اف از ازبکستان را ۹ بر ۶ شکست داد و به فینال رسید و در فینال ژولامان شارشنبکوف از قرقیزستان را شکست داد و به مدال طلا رسید.

### المپیک توکیو ۲۰۲۰
علیرضا نجاتی در وزن ۶۰ کیلوگرم در دور نخست به مصاف آرمن ملیکیان از ارمنستان رفت که با نتیجه ۵ بر ۵ مغلوب شد. در ادامه با توجه به شکست این فرنگی کار ارمنستانی برابر رقیب اوکراینی خود نجاتی هم از دور رقابتها حذف شد.

### زیر ۲۳ سال جهان ۲۰۲۱
در وزن ۶۳ کیلوگرم علیرضا نجاتی در دور نخست با نتیجه ۹ بر صفر نیراج از هند را مغلوب کرد. وی در دور دوم و در مرحله یک چهارم نهایی الکساندر هروشین از اوکراین را با نتیجه ۵ بر ۱ از پیش رو برداشت و راهی مرحله نیمه نهایی شد. نجاتی در این مرحله مقابل لری ابولادزه دارنده مدال نقره جهان از گرجستان با نتیجه ۷ بر ۳ مغلوب شد و به دیدار رده‌بندی رفت. وی در این دیدار در برابر گئورگی تیبیلوف از روسیه با نتیجه ۸ بر صفر به پیروزی رسید و به مدال برنز دست یافت.

### قهرمانی جهان ۲۰۲۲
وزن ۶۳ کیلوگرم علیرضا نجاتی در دور نخست با نتیجه ۵ بر صفر احمد اویار از ترکیه را مغلوب کرد. وی در دور دوم با نتیجه ۷ بر ۴ عبدالمحمد پاپی فرنگی‌کار ایرانی تیم آلمان را از پیش رو برداشت و راهی مرحله یک چهارم نهایی شد. وی در این مرحله با نتیجه ۵ بر ۳ از سد ویکتور کیوبانو دارند مدال طلای جهان از مولداوی گذشت و به مرحله نیمه نهایی راه یافت. فرنگی‌کار قمی تیم ملی که برنز بزرگسالان و امیدهای جهان را نیز در کارنامه دارد در این مرحله با لری آبولادزه دارنده نقره جهان از گرجستان روبرو شد که با حساب ۲ بر یک شکست خورد و از راهیابی به فینال بازماند. نجاتی در مبارزه رده‌بندی و برای کسب مدال برنز به مصاف تیو ارباتو از چین رفت و با نتیجه ۴ بر یک شکست خورد و پنجم شد.